# Plokamostrophus amphelictus
Plokamostrophus amphelictus är en mångfotingart som beskrevs av Chamberlin 1920. Plokamostrophus amphelictus ingår i släktet Plokamostrophus och familjen Trigoniulidae. Inga underarter finns listade i Catalogue of Life.